# Canal do Linguado
Canal do Linguado är ett sund i Brasilien.   Det ligger i delstaten Santa Catarina, i den södra delen av landet, 1 200 km söder om huvudstaden Brasília.